# Yurie Watabe
Yurie Watabe (jap. 渡部 由梨恵, Watabe Yurie; * 12. Januar 1989 in Hokkaidō) ist eine japanische Freestyle-Skierin. Sie startet in der Disziplin Halfpipe.

## Werdegang
Watabe startete im Dezember 2011 in Copper Mountain erstmals im Freestyle-Skiing-Weltcup und belegte dabei den 27. Platz. In der Saison 2015/16 wurde sie mit dem Plätzen 12, 11 und acht, Zehnte im Halfpipe-Weltcup. Im September 2016 errang sie bei den Winter Games New Zealand in Cardrona den dritten Platz. In der Saison 2017/18 erreichte sie im Secret Garden Skiresort mit dem zweiten Platz ihre erste Podestplatzierung im Weltcup und kam bei den Olympischen Winterspielen 2018 in Pyeongchang auf den 22. Platz.